# Matthias Sammer
Matthias Sammer (Drezda, 1967. szeptember 5. –) német labdarúgó, edző. Pályafutása alatt középpályásként játszott, a karrierje vége felé a söprögető poszton szerepelt.
1996-ban Aranylabdát kapott, amiért az Európa-bajnokságot nyert német válogatottnak a vezéregyénisége volt. Sammer 74 válogatottsággal vonult vissza, melyek közül 23 alkalommal az NDK-ban játszott, a többi 51 alkalommal az újraegyesített Németország színeiben lépett pályára. Az NDK legutolsó gólja is Sammer nevéhez fűződik.

## Pályafutása
Sammer 1987 és 1990 között szülővárosának klubjában, a Dynamo Dresdenben játszott, ahol az édesapja, Klaus is játékos és edző volt. Egyike azoknak a legismertebb keletnémet játékosoknak, akik Németország újraegyesítése után egy nyugati klubhoz igazoltak, amikor 1990-ben a VfB Stuttgarthoz szerződött (a legelső Andreas Thom volt, aki a BFC Dynamoból a Bayer Leverkusenbe igazolt). Ezt követően az Internazionalebe (1992–1993), majd a Borussia Dortmundba (1993–1998) igazolt át. A Dynamo Dresdennel két keletnémet bajnoki címet nyert (1989, 1990), emellett háromszoros német bajnok lett (1992-ben a VfB Stuttgarttal, 1995-ben és 1996 a Borussia Dortmunddal). A Dortmundban töltött időszaka alatt 1997-ben megnyerte az UEFA-bajnokok ligáját.
Egy súlyos térdsérülést követően 1998-ban visszavonult, és 2000-ben a Borussia Dortmund vezetőedzője lett, melyet 2002-ben a német bajnoki címig vezetett. Csapatával ugyanebben az évben bejutott az UEFA-kupa döntőjébe is, ám ott a Feyenoord ellen 3–2-es vereséget szenvedtek. Sammer a 2004–2005-ös szezonban a VfB Stuttgart edzője volt, de mindössze egy idényt követően távozott a klubtól.
2006. április 1-jén kinevezték a Német labdarúgó-szövetség (DFB) technikai vezetőjévé egy  ötéves  szerződés keretein belül.

## Sikerei, díjai

### Klubcsapattal
- Dynamo Dresden:
  - Keletnémet bajnok: 1989, 1990
  - Keletnémet kupagyőztes: 1990
- VfB Stuttgart:
  - Német bajnok: 1992
  - Német szuperkupa-győztes: 1992
- Borussia Dortmund:
  - Német bajnok: 1995, 1996
  - Német szuperkupa-győztes: 1995, 1996
  - UEFA-bajnokok ligája-győztes: 1997
  - Interkontinentális kupa-győztes: 1997
  - UEFA-szuperkupa-döntős: 1997

### Válogatottal
- Európa-bajnok: 1996
- Európa-bajnoki ezüstérmes: 1992

### Egyéni
- Az Év Német Labdarúgója: 1995, 1996
- Aranylabdás: 1996

### Vezetőedzőként
- Borussia Dortmund:
  - Német bajnok: 2002
  - UEFA-kupa-döntős: 2002
  - Német ligakupa-döntős: 2003

## Válogatott góljai
| #           | Dátum                | Helyszín                                                                       | Ellenfél      | Gól | Eredmény | Rendezvény           |
| NDK         | NDK                  | NDK                                                                            | NDK           | NDK | NDK      | NDK                  |
| ----------- | -------------------- | ------------------------------------------------------------------------------ | ------------- | --- | -------- | -------------------- |
| 1.          | 1988. augusztus 31.  | Friedrich Ludwig Jahn Sportpark, Berlin, Német Demokratikus Köztársaság        | Görögország   | 1–0 | 1–0      | Barátságos           |
| 2.          | 1989. szeptember 6.  | Laugardalsvöllur, Reykjavík, Izland                                            | Izland        | 1–0 | 3–0      | 1990-es vb-selejtező |
| 3.          | 1989. október 8.     | Stadion an der Gellertstrasse, Karl-Marx-Stadt, Német Demokratikus Köztársaság | Szovjetunió   | 2–1 | 2–1      | 1990-es vb-selejtező |
| 4.          | 1990. április 11.    | Stadion an der Gellertstrasse, Karl-Marx-Stadt, Német Demokratikus Köztársaság | Egyiptom      | 2–0 | 2–0      | Barátságos           |
| 5.          | 1990. szeptember 12. | Constant Vanden Stock Stadium, Brüsszel, Belgium                               | Belgium       | 1–0 | 2–0      | Barátságos           |
| 6.          | 1990. szeptember 12. | Constant Vanden Stock Stadium, Brüsszel, Belgium                               | Belgium       | 2–0 | 2–0      | Barátságos           |
| Németország |                      |                                                                                |               |     |          |                      |
| 1.          | 1992. december 16.   | Estádio Olímpico Monumental, Porto Alegre, Brazília                            | Brazília      | 1–2 | 1–3      | Barátságos           |
| 2.          | 1994. június 2.      | Ernst Happel Stadion, Bécs, Ausztria                                           | Ausztria      | 1–0 | 5–1      | Barátságos           |
| 3.          | 1994. június 8.      | Varsity Stadium, Toronto, Kanada                                               | Kanada        | 1–0 | 2–0      | Barátságos           |
| 4.          | 1995. október 8.     | Ulrich-Haberland-Stadion, Leverkusen, Németország                              | Moldova       | 3–0 | 6–1      | 1996-os Eb-selejtező |
| 5.          | 1995. október 8.     | Ulrich-Haberland-Stadion, Leverkusen, Németország                              | Moldova       | 6–0 | 6–1      | 1996-os Eb-selejtező |
| 6.          | 1996. június 4.      | Carl-Benz-Stadion, Mannheim, Németország                                       | Liechtenstein | 5–0 | 9–1      | Barátságos           |
| 7.          | 1996. június 16.     | Old Trafford, Manchester, Anglia                                               | Oroszország   | 1–0 | 3–0      | 1996-os Eb           |
| 8.          | 1996. június 23.     | Old Trafford, Manchester, Anglia                                               | Horvátország  | 2–1 | 2–1      | 1996-os Eb           |

## Külső hivatkozások
- Pályafutása statisztikái a fussballdaten.de-n (németül)

1. ↑  https://www.dfb.de/datencenter/personen/matthias-sammer/spieler